# ТГМ1

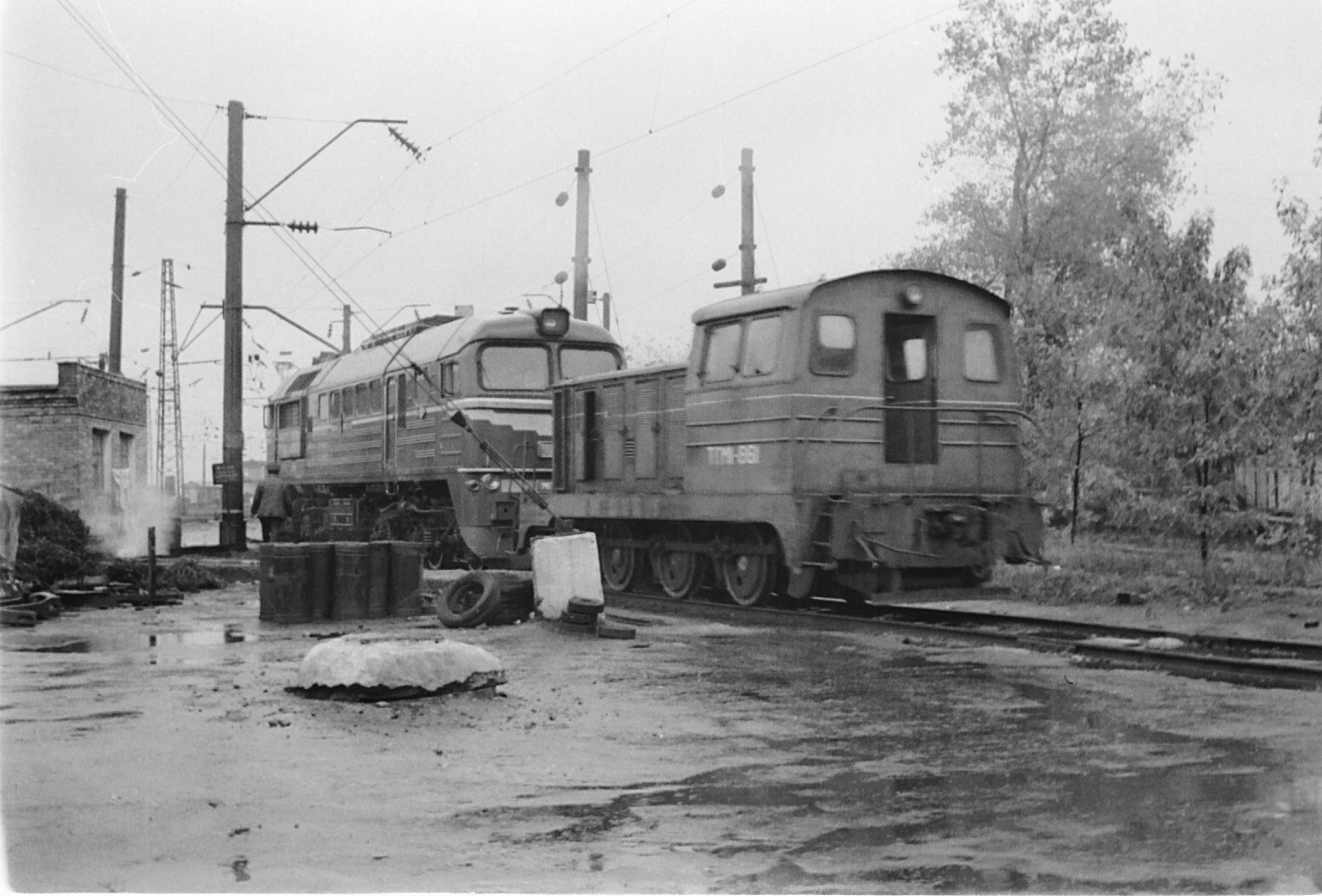
ТГМ1-861 на маневрах, локомотивне депо станції Уссурійськ, 1977 рік.

Тепловоз ТГМ1 — перший серійний радянський маневровий тепловоз з гідропередачею, спроєктований Муромським тепловозобудівним заводом.

## Історія
1956 Муромський завод побудував два перші тривісні маневрові тепловози з гідродинамічною передачею. Проєктувався тепловоз на цьому ж заводі, мав загальну компоновку трофейного німецького маневрового тепловоза з гідромеханічною передачею ДГ14-1.
Оскільки новий тепловоз будувався для заміни танк-паровозам 9П, які випускалися цим же заводом, то його потужність і сила тяги стали рівноцінними паровому попереднику. Спочатку серія називалася ТГМ, потім позначення змінили на ТГМ1 (Тепловоз з Гідропередачею, Маневровий).
У процесі випуску тепловоза в його конструкцію вносили низку змін у схеми електроустаткування, системи управління дизелем, акумуляторні батареї тощо.
Всього з 1956 по 1972 завод випустив 3368 тепловозів серії ТГМ1.
Більшість тепловозів цієї серії працювали на промислових підприємствах, однак частина локомотивів використовувалася для маневрових робіт на залізничних станціях. Останній тепловоз ТГМ1 був виключений з парку Міністерства шляхів сполучення СРСР 1990.

## Конструкція
Кузов тепловоза капотного типу, жорстко з'єднаний з рамою. Під кабіною машиніста розташований відбійний вал, з'єднаний з рушійними колісними парами, які мають зчеплення аналогічне паровозному.
Дизельний двигун — дванадцятициліндровий чотиритактний 1Д12 — 400 потужністю 400 к. с. виробництва Барнаульського заводу.
На першому тепловозі серії, а також на кількох наступних, замість гідропередачі Муромського заводу встановлювалася гідропередача німецького концерну Voith GmbH, який фактично монопольно будував тепловозні передачі для всього світу. Крутний момент від двигуна до колісних пар передавався гідротрансформатором або однією з двох гідромуфт (в різних режимах роботи). Гальмівна система обслуговувалася компресором стисненого повітря, що мав привід від двигуна. Контролер машиніста мав шістнадцять позицій. Також в управлінні тепловозом використовувалися електромагнітні та електропневматичні вентилі. Водяний котел опалював кабіну машиніста та підігрівав мастило, паливо і воду в холодну пору року. Однак робота котла виявилася ненадійною і надалі замість котлів використовувався прогрів двигуна, а кабіна машиніста опалювалася калорифером.
У процесі експлуатації відзначалася простота технічного обслуговування тепловоза і відносно комфортна кабіна машиніста (відсутність протягів, зручне обертове крісло, гарна шумоізоляція).